# Diego Barboza
Diego Henrique Barboza dos Santos, mais conhecido como Diego Barboza ou simplesmente Barboza (Várzea Paulista, 27 de julho de 1989) é um futebolista brasileiro que atua como meio-campista. Atualmente, defende o São Caetano.

## Carreira
Começou a jogar em campos varzinos aos 5 anos de idade e chegou ao Paulista FC ainda com 10 para 11 anos e no clube realizou toda sua formação nas categorias de base.
Subiu para o elenco profissional em 2009, e no mesmo ano foi artilheiro da Copa Paulista e também disputou a Série D. No ano seguinte ajudou o Galo da Japi a ser campeão da Copa Paulista.
Durante sua passagem pelo Paulista, teve três saídas por empréstimo, para Coruripe-AL; Guarani, onde foi rebaixado à Segundona; e ABC.
Depois de 12 anos com a camisa do Paulista, em junho de 2012 se transferiu para o Bragantino. No Bragantino, o meia atuou em 22 jogos pela Série B de 2012, sendo nove como titular, e marcou dois gols.
Em fevereiro de 2013, chegou por empréstimo ao Vila Nova até o fim do Goianão.
Em maio de 2013, acertou com o Paysandu por empréstimo. Em setembro do mesmo ano, foi flagrado no antidoping, em exame realizado depois da derrota por 1 a 0 para o Oeste, pela 15ª rodada da competição nacional, no dia 13 de agosto. Diferentemente do exame anterior, a contraprova apontou resultado negativo. Diego participou de 17 jogos do Paysandu, apenas na Série B, sendo 12 como titular e cinco vezes entrou no decorrer das partidas.
No final de 2013, foi contratado pelo Botafogo-SP.
Atuou pelo São Bento no Paulistão 2015, onde atuou em oito partidas e marcou um gol.
Após passagem pelo Manama Club, do Bahrain, em junho de 2016, retornou ao São Bento. Pelo clube, conquista da vaga na Série C disputando a quarta divisão do nacional.
Defendeu o Sertãozinho na Série A2 do Campeonato Paulista de 2017.
Em maio de 2017, foi contratado pelo Campinense para disputa da Série D do Campeonato Brasileiro.
Em agosto de 2017, assinou contrato por dois anos com o Al-Qaisoma FC, clube da elite do futebol da Arábia Saudita.
Em março de 2021, atuando pelo Al Suwaiq, foi vice-campeão da Copa do Sultão de Omã.

## Títulos
Paulista
- Copa Paulista de Futebol: 2010, 2011

## Artilharia
- Copa Paulista de Futebol: 2009: 17 gols[28]

## Ligações Externas
- «Ficha do atlteta no site da CBF»